# Мат Зан Мат Аріс
Мат Зан Мат Аріс (малай. Mat Zan Mat Aris, нар. 28 лютого 1958) — малайзійський футбольний тренер, та в минулому гравець національної збірної Малайзії. з 2023 року він є головним тренером клубу третього малайзійського дивізіону «Іммігрейшен». Більшу частину своєї футбольної кар'єри він провів, граючи за клуб «Куала-Лумпур» протягом 1980-х і початку 1990-х років.

## Футбольна кар'єра

### Ігрова кар'єра
Мат Зан розпочав кар'єру футболіста виступами за клуб «Куала-Лумпур» на початку 1980-х років. Він грав за «Куала-Лумпур» протягом 13 років, і тричі в його складі вигравав Кубок Малайзії в 1987, 1988 і 1989 роках. У складі національної збірної Малайзії Мат Зан дебютував у 1985 році, та став у її складі переможцем Ігор Південно-Східної Азії 1989 року в Куала-Лумпурі.

### Тренерська кар'єра
Мат Зан розпочав свою тренерську роботу як головний тренер команди компанії ДБКЛ, в якій він працював, а пізніше розпочав кар'єру професійного футбольного тренера. У 1999 році Мат Зан тренував клуб «Куала-Лумпур», та виграв з ним Кубок Футбольної асоціації Малайзії в 1999 році та Суперкубок Малайзії в 2000 році. У 2001 році він став головним тренером клубу «Теренггану», і виграв з клубом Кубок Малайзії 2001 року, Кубок Футбольної асоціації Малайзії 2001 року, та виборов друге місце в Лізі Супер. З клубом «КЛ Плюс» у 2008 році Мат Зан посів друге місце у Прем'єр-лізі, та отримав підвищення до Ліги Супер. У 2012 році він повернувся до клубу «Теренггану», та вийшов з ним до фіналу Кубка Футбольної асоціації та другого раунду Кубка АФК. У 2015 році Мат Зан перейшов до клубу «Малакка Юнайтед», з яким виграв Малайзійську ФАМ лігу у 2015 році та Прем'єр-лігу Малайзії в 2016 році. Після того, як наприкінці 2016 року його контракт з «Малаккою» не було продовжено, Мат Зан був призначений новим головним тренером клубу «AirAsia Allstars», який був перейменований на «Петалінг-Джая Рейнджерс», на сезон 2017 року. У 2019 році він підписав однорічний контракт із клубом «Негері-Сембілан».
Мат Зан також був помічником головного тренера клубу молодіжної збірної Малайзії «Харімау Муда Б», який виграв Кубок ліги Сінгапуру «Starhub», зайняв 3-тє місце на в'єтнамському Кубку газети «Тхань Нієн», та третє місце на Кубку Хассанала Болкіаха в Брунеї.

## Титули і досягнення

### Як гравця
- Володар Кубка Малайзії (3):

«Куала-Лумпур»: 1987, 1988, 1989
- Чемпіон Ігор Південно-Східної Азії: 1989

### Як тренера
- Володар Кубка Футбольної асоціації Малайзії (1):

«Куала-Лумпур»: 1999
- Володар Суперкубка Малайзії (2):

«Куала-Лумпур»: 2000
«Теренггану»: 2001
- Володар Кубка Малайзії (1):

«Теренггану»: 2001
- Переможець Прем'єр-ліги Малайзії (1):

«Малакка Юнайтед»: 2016
- Переможець Малайзійської ФАМ ліги (1):

«Малакка Юнайтед»: 2015